# Arena do Grêmio
L'Arena do Grêmio  est un stade situé à Porto Alegre au Brésil.
Inaugurée en 2012, l'enceinte peut accueillir 60 540 spectateurs, mais la capacité maximale actuelle est de 55 662 places.

## Galerie

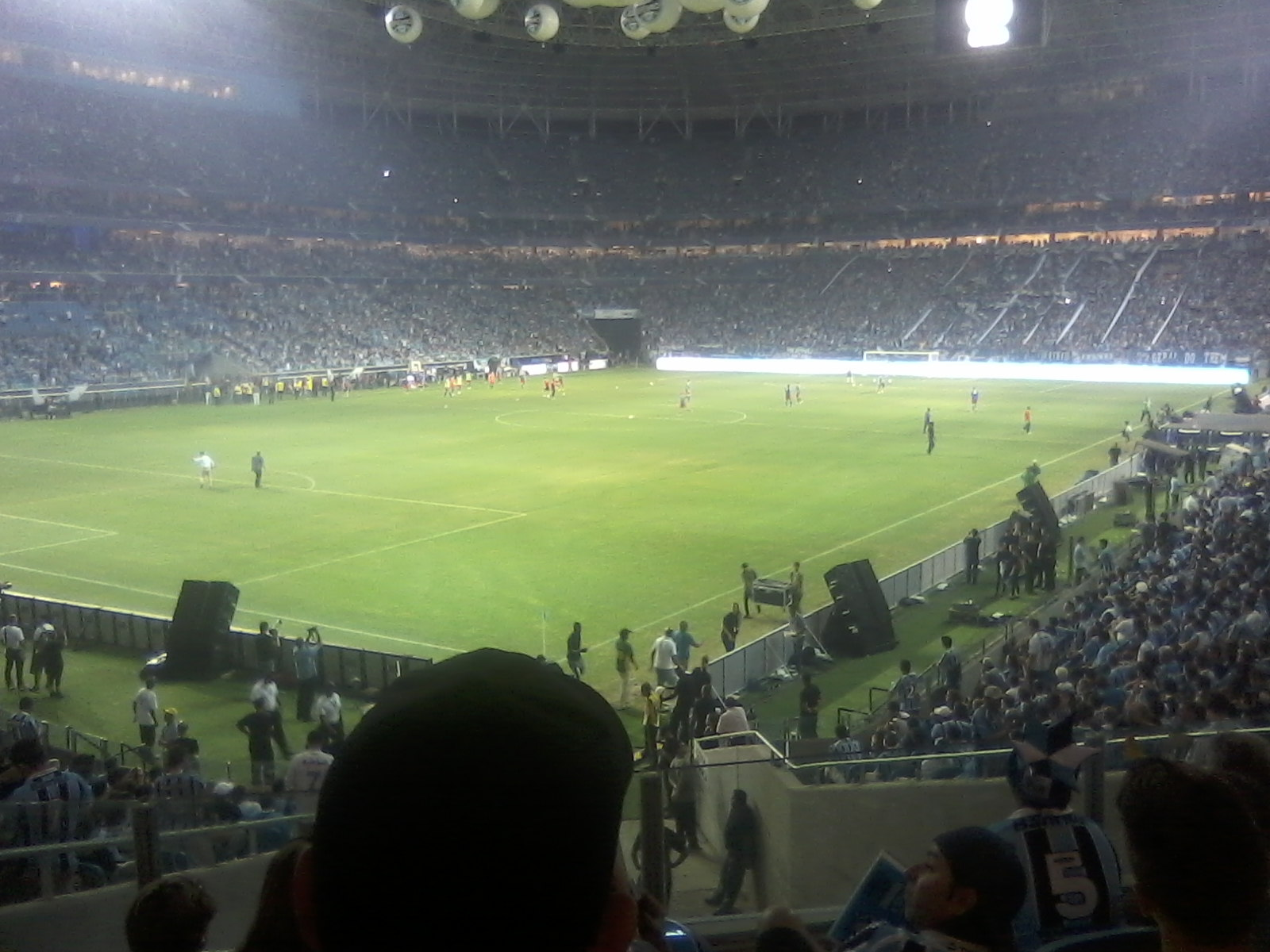

## Événements
- Copa América 2019